# ساوسيللو
ساوسيللو (بالإنجليزية: Saucillo) هي مدينة في الولاية المكسيكية جيهواهوا.
تعمل المدينة كالمقعد البلدي للبلدات المحيطة بها.
حسب إحصاءات عام 2005 يبلغ عدد سكانها 9,261.